# Antakasina
Antakasina – gmina na Madagaskarze, w regionie Vakinankaratra, w dystrykcie Ambatolampy. W 2001 roku zamieszkana była przez 14 061 osób. Siedzibę administracyjną stanowi miejscowość Antakasina.